# Sympetrum parvulum
Sympetrum parvulum är en trollsländeart som först beskrevs av Aleksandr Nikolaevich Bartenev 1913.  Sympetrum parvulum ingår i släktet ängstrollsländor, och familjen segeltrollsländor. IUCN kategoriserar arten globalt som livskraftig. Inga underarter finns listade i Catalogue of Life.

## Bildgalleri

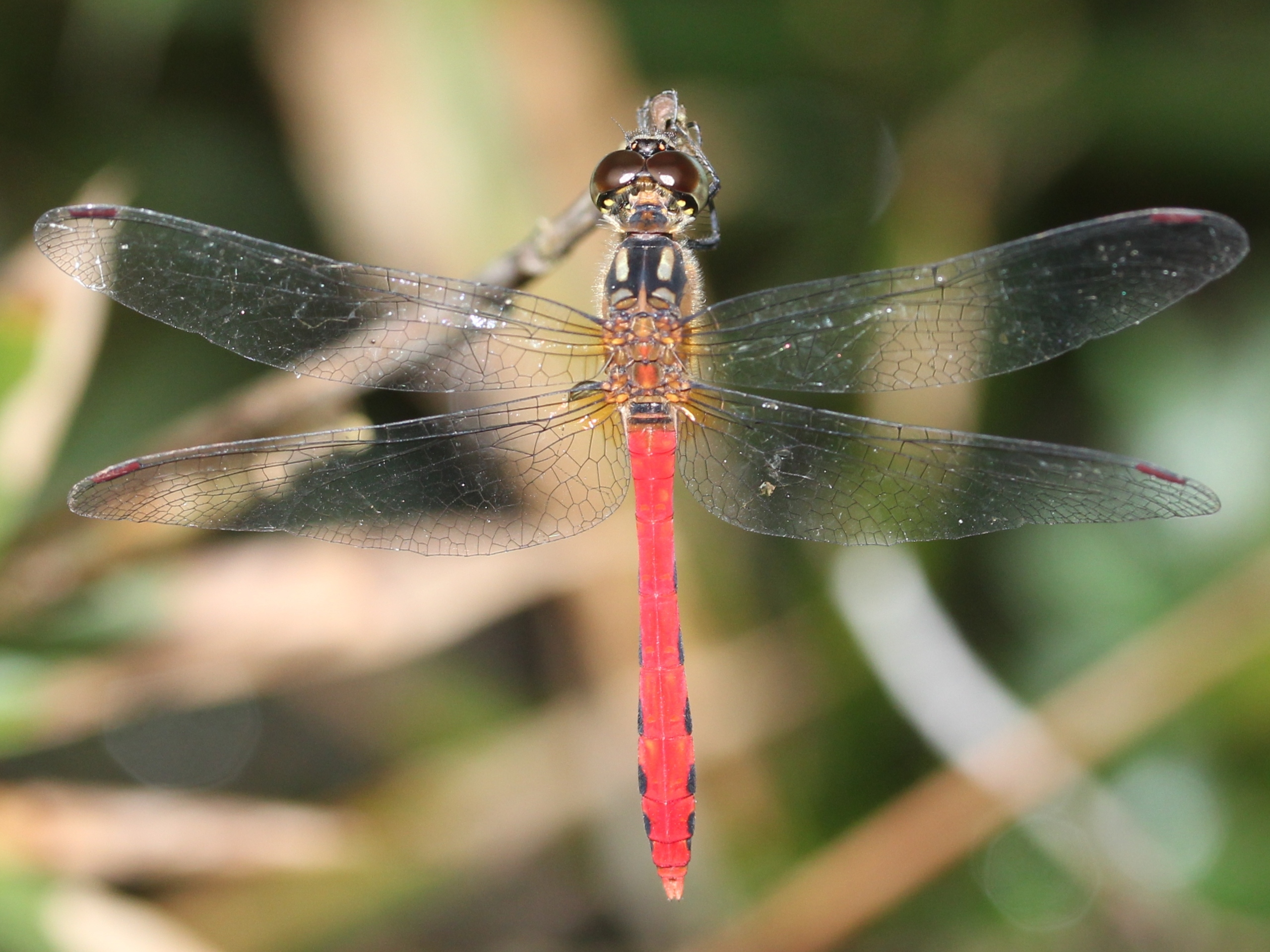
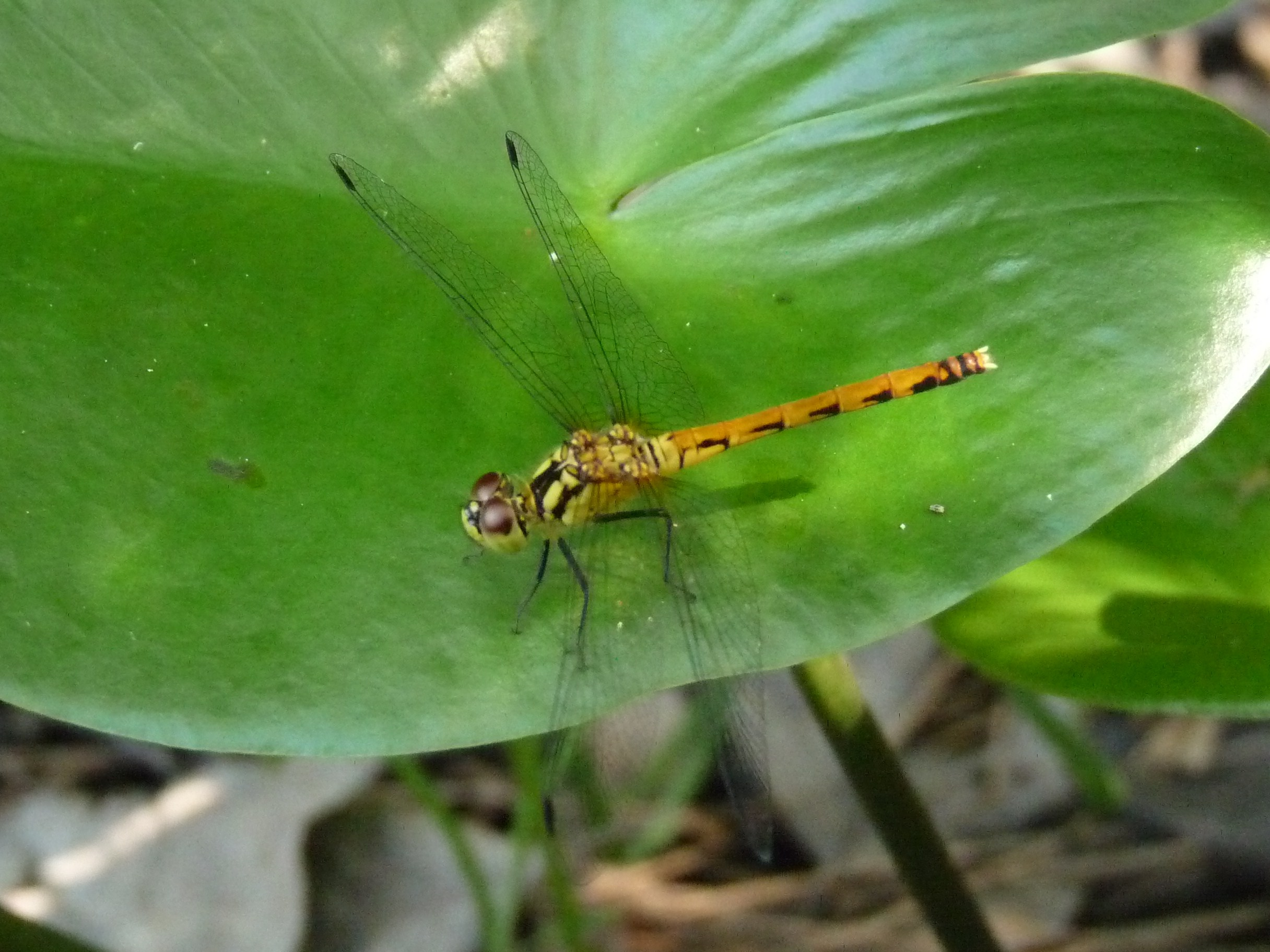
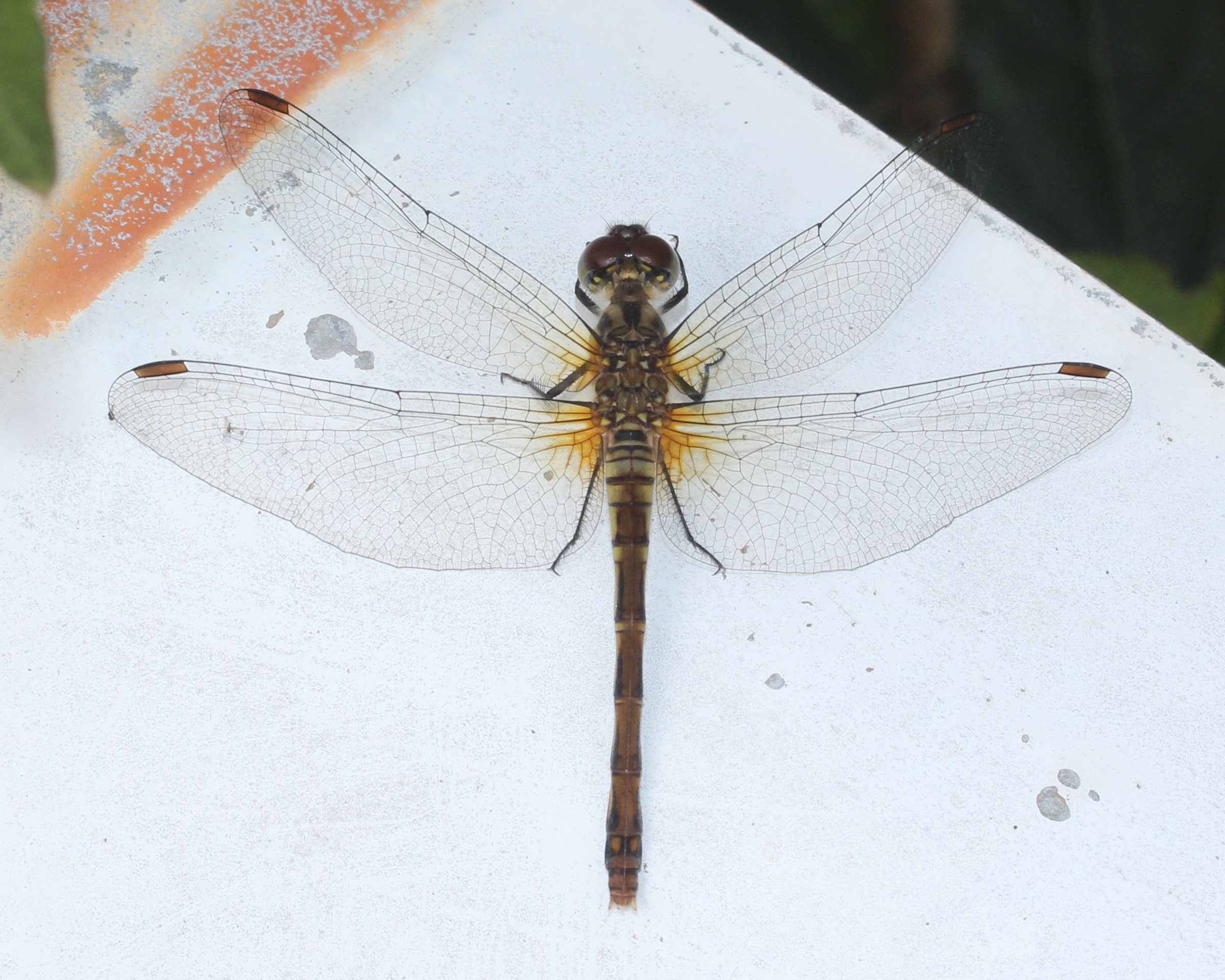
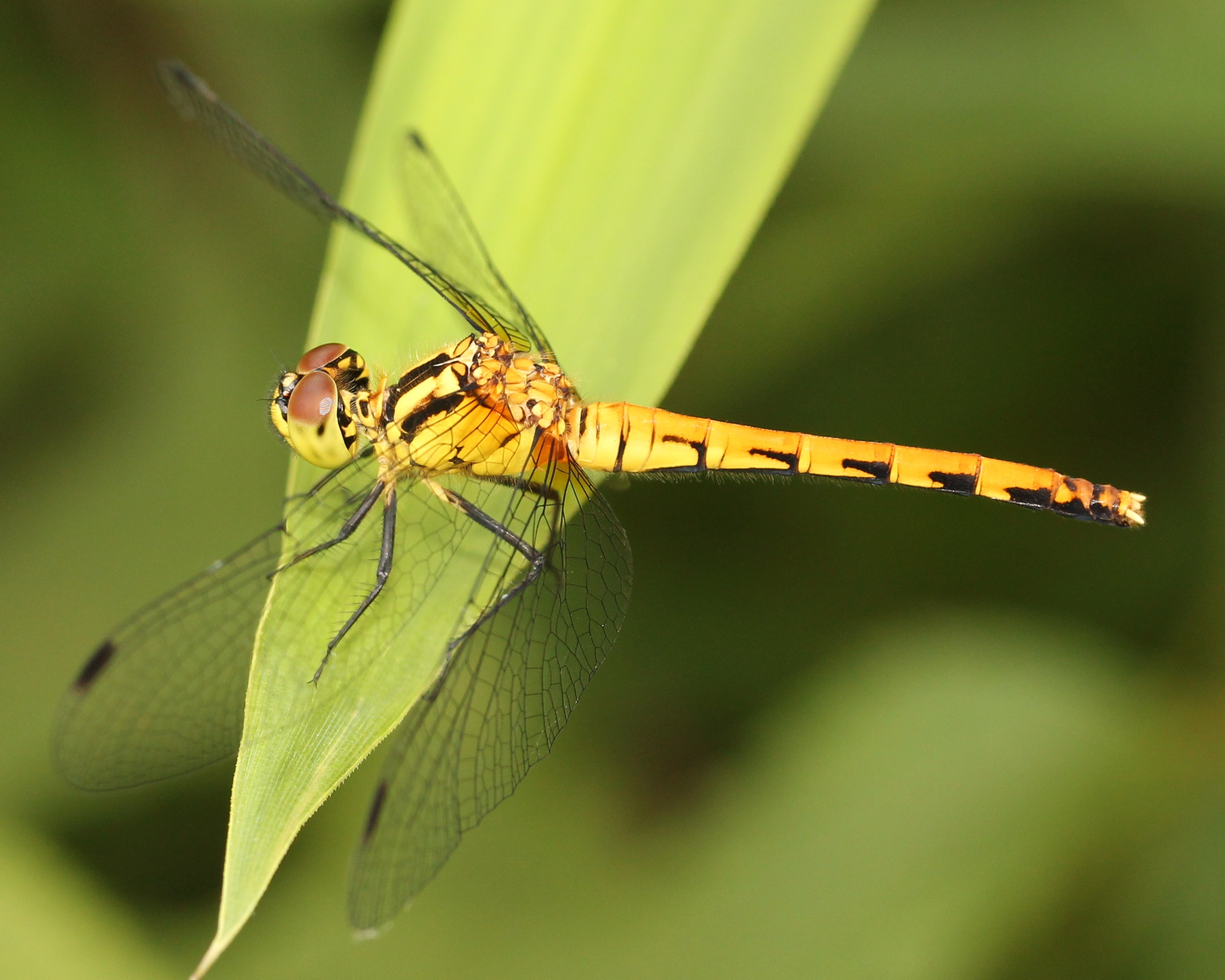
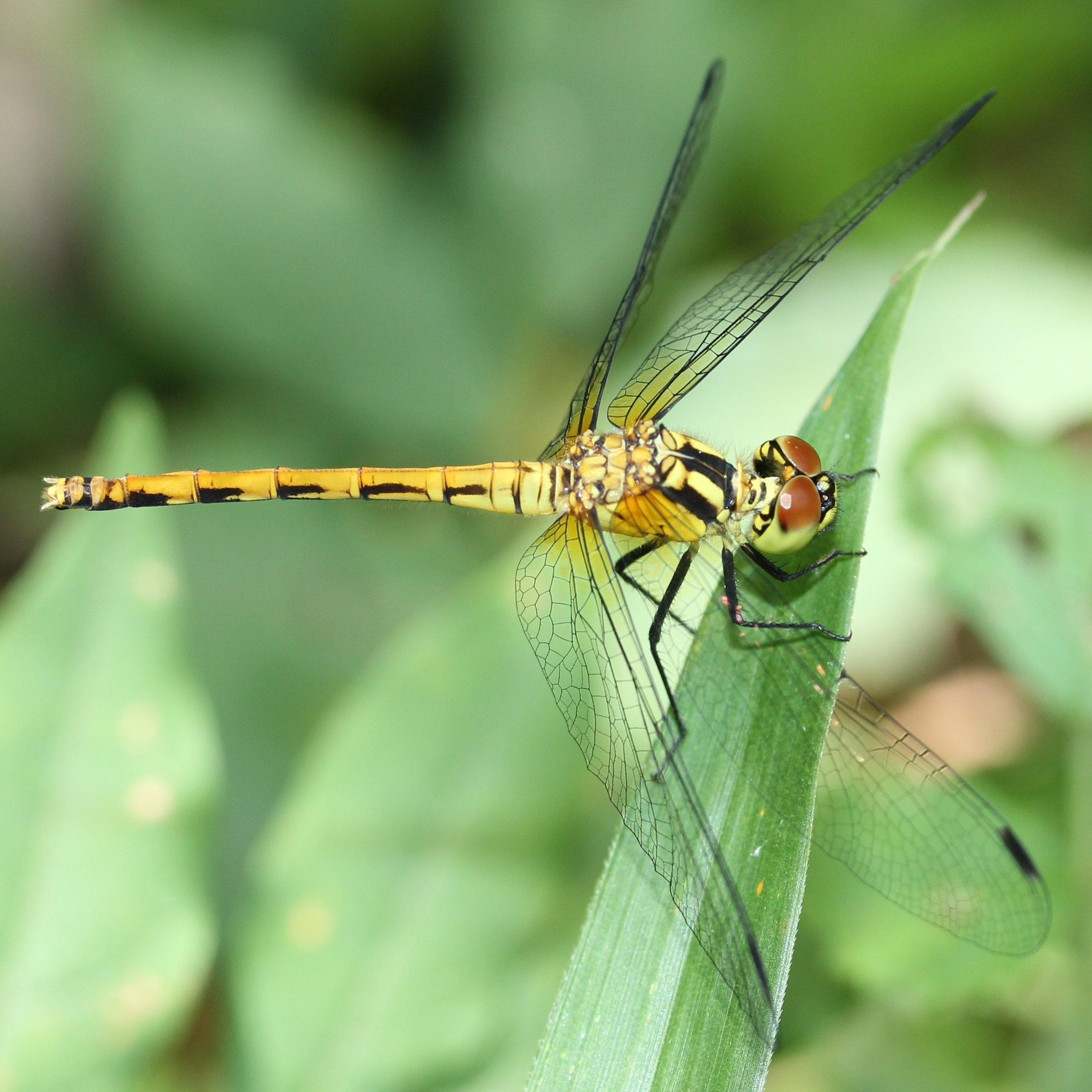